# Neptis jumbah
Neptis jumbah är en fjärilsart som beskrevs av Moore 1857. Neptis jumbah ingår i släktet Neptis och familjen praktfjärilar. Inga underarter finns listade i Catalogue of Life.

## Bildgalleri

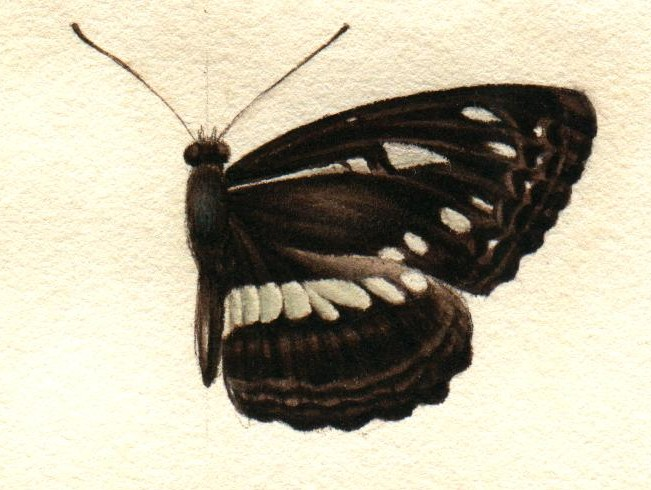